# Metamenia intermedia
Metamenia intermedia is een Solenogastressoort uit de familie van de Pruvotinidae. De wetenschappelijke naam van de soort is voor het eerst geldig gepubliceerd in 1913 door Thiele.